# Liste der Kulturdenkmäler in Frettenheim
In der Liste der Kulturdenkmäler in Frettenheim sind alle Kulturdenkmäler der rheinland-pfälzischen Ortsgemeinde Frettenheim aufgeführt. Grundlage ist die Denkmalliste des Landes Rheinland-Pfalz (Stand: 25. März 2025).

## Frettenheim
| Bezeichnung                  | Lage                                          | Baujahr    | Beschreibung                                                                               | Bild                           |
| ---------------------------- | --------------------------------------------- | ---------- | ------------------------------------------------------------------------------------------ | ------------------------------ |
| Evangelische Kirche          | Schulstraße 2 Lage                            | 1755       | spätbarocker Saalbau, bezeichnet 1755                                                      | weitere Bilder Fotos hochladen |
| Katholische Kirche St. Georg | Schulstraße 4 Lage                            | 1749       | spätbarocker Saalbau, bezeichnet 1749                                                      | weitere Bilder Fotos hochladen |
| Grabmal                      | Schulstraße, auf dem Friedhof Lage            | gegen 1950 | Grabmal Eheleute Kistner, Hochrelief mit Christusfigur nach Bertel Thorvaldsen, gegen 1950 | BW                             |
| Wasserbehälter               | südwestlich des Ortes; Flur Auf der Heil Lage | 1905       | Wasserbehälter, barockisierender Typenbau, bezeichnet 1905                                 | Fotos hochladen                |

## Ehemalige Kulturdenkmäler
| Bezeichnung  | Lage                  | Baujahr         | Beschreibung | Bild            |
| ------------ | --------------------- | --------------- | --- | --------------- |
| Zehntscheune | Kurpfälzer Hof 6 Lage | 18. Jahrhundert | ehemalige Zehntscheune, barocker Krüppelwalmdachbau, 18. Jahrhundert; nach Einsturz des Dachs 2020 aus Denkmalliste gelöscht | Fotos hochladen |